# ブラーデル
ブラーデル（オランダ語: Bladel [braːdəl] ( 音声ファイル)）は、オランダ南部のヘメーンテ（基礎自治体）、町。

## 地区
- ブラーデル (Bladel)
- カステレン (Casteren)
- ハペルト (Hapert)
- ホーヘローン (Hoogeloon)
- ネテルセル (Netersel)
- ルーセル (Reusel)

## ゆかりの人物
- ロイ・ベーレンス（1987年 - ） サッカー選手
- コルキー・デ・フラーウ（1951年 - ） アイスホッケー選手
- ヤン・レニエール・スニーデルス（1812年 - 1888年） 作家
- アウグスト・スニーデルス（1825年 - 1904年） 作家、ジャーナリスト